# Joaquim José da França Júnior

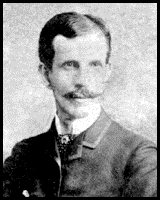
Joaquim José da Franca Júnior (Porträt)

Joaquim José da França Júnior (* 19. April 1838 in Rio de Janeiro; † 27. November 1890 in Poços de Caldas, Minas Gerais, Brasilien) war ein brasilianischer Rechtsanwalt, Dramaturg, Journalist und Maler.

## Leben
França Júnior studierte Geisteswissenschaften am Colégio Pedro II in Rio de Janeiro und schloss sein Jurastudium an der Faculdade de Direito de São Paulo in 1862 ab. Nach einer praktischen Anwaltstätigkeit arbeitete er für einen Zeitraum in Bahia als Sekretär des Präsidenten der dortigen Provinzregierung.
Um 1880 kehrte er nach Rio de Janeiro zurück und lernte Zeichnen und Malen bei dem Aquarellisten Benno Treidler. Ermutigt durch die Erfahrung der neuen Kunst ging er als Assistent an die Kaiserliche Akademie der Schönen Künste (AIBA), an der Johann Georg Grimm unterrichtete. Als dieser 1884 die Akademie verließ, begleitete er den Meister und wurde so zum Mitglied der Gruppe Grimm, die sich zum Studieren des Malens in der freien Natur, der Pleinairmalerei, zusammengeschlossen hatte. Die Gruppe des deutschen Landschaftsmalers bestand jedoch nur gut zwei Jahre.
1887 übte França Júnior das Amt eines Vormundschaftsrichters für Waisen und von den Eltern getrennt aufwachsenden Kindern in Rio de Janeiro aus. 1888 reiste er nach Europa, kam im Folgejahr wieder und stellte seine Werke in der Casa De Wilde aus. Künstlerisch hatte Caron (1862–1892), sein Freund und Partner aus der Grimmschen Periode, starken Einfluss. Parallel zu seinen malerischen Aktivitäten trat França Júnior als Autor von Theaterstücken und journalistisch als Kunstkritiker in den Zeitungen „Correio Mercantil“, „O Paiz“, „Gazeta de Notícias“ und „Vida Fluminense“ hervor, wobei er sich auch des Stilmittels der crónicas bediente und das Leben in Rio de Janeiro und der Einwohner, den „cariocas“, mit leichter Feder beschrieb.
Er schrieb mehrere erfolgreiche Komödien für das Theater, wobei er auch hier in realistischer Schilderung Alltag und Sitten von Spekulanten, Investoren, Pionieren, „fazendeiros“ auf die Bühne brachte. Sein „As Doutoras“ (Die Doktorinnen) von 1889 behandelt in satirischer Weise die damalige Frauenbewegung.
Seine vielseitige künstlerische Persönlichkeit hatte ihren Schwerpunkt nicht in der Malerei. Doch gelten seine Werke wegen ihrer Qualität zum festen Bestandteil der Entwicklung der brasilianischen Landschaftsmalerei.

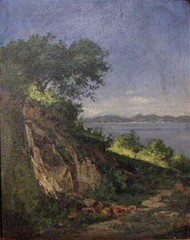
Landschaft am Meer
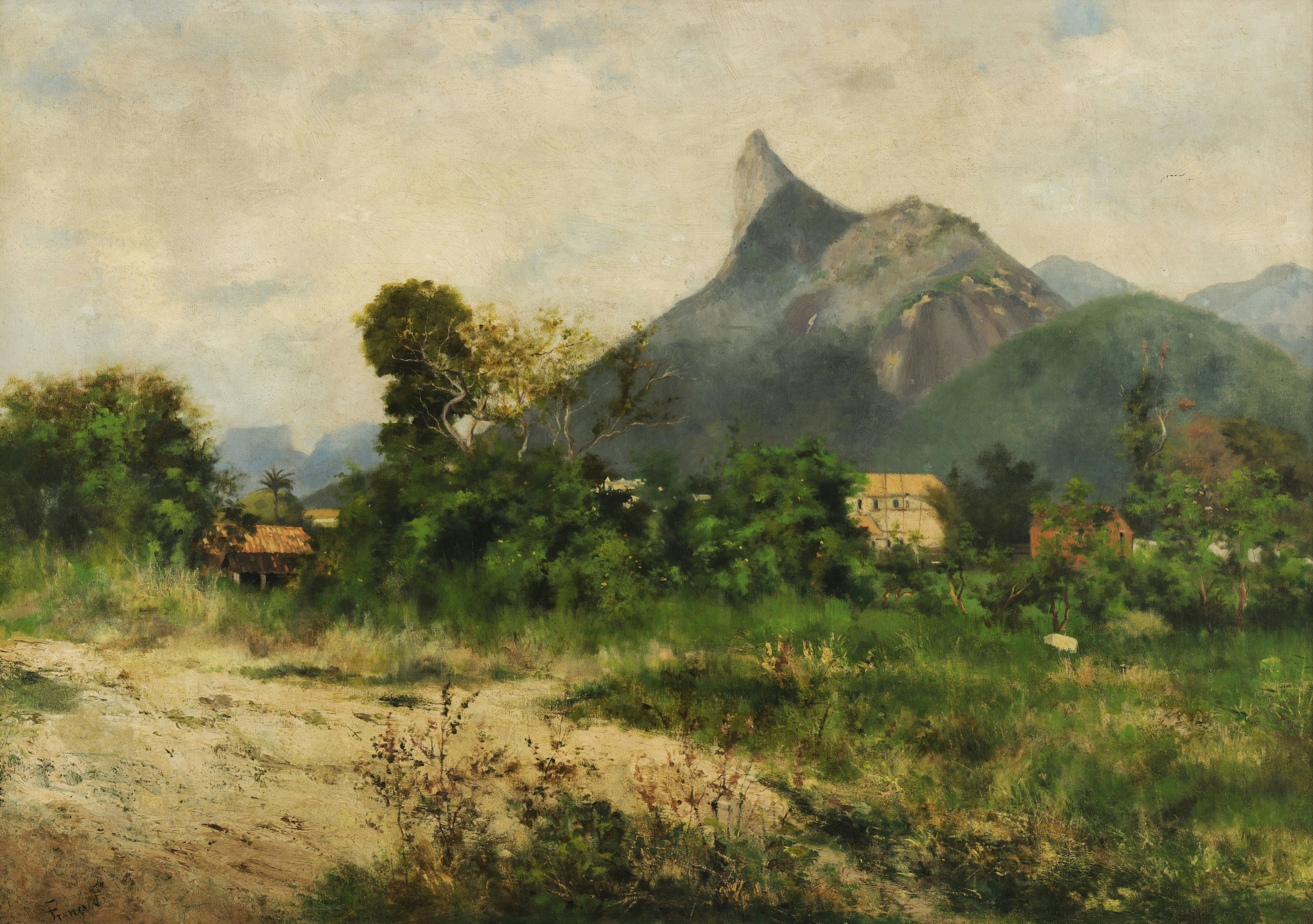
Morro da Viúva, etwa 1888
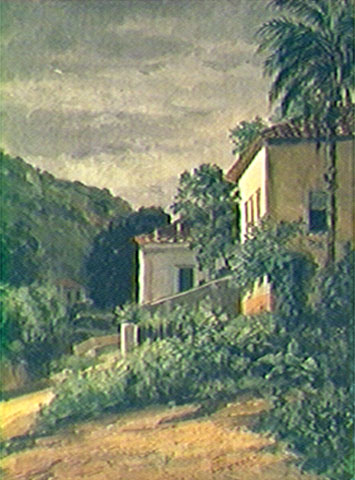
Landhaus, etwa 1890

## Academia Brasileira de Letras
Nach seinem Tod wurde França Júnior Namensgeber für den Sitz 12 (Cadeira) der 1897 nach dem Vorbild der Académie Française gegründeten Academia Brasileira de Letras, der brasilianischen Akademie der Literatur. Er gehört somit zu den sogenannten „Unsterblichen“ (imortais) der Akademie. Erster Stuhlinhaber (1897–1902) war das Gründungsmitglied Urbano Duarte de Oliveira.

## Bühnenwerke
- Meia Hora de Cinismo. 1861.
- A república modelo. 1861.
- Tipos da Atualidade. 1862.
- Ingleses na Costa. 1864.
- Amor com Amor se Paga. 1870.
- O Defeito de Família. 1870.
- O Tipo Brasileiro
- Maldita Parentela
- Entrei Para o Clube Jácome
- Dois Proveitos em um Saco
- A Lotação dos Bondes
- Direito por Linhas Tortas
- Beijo de Judas. 1881.
- Como se fazia um deputado. 1881.
- Caiu o ministério. 1882.
- As Doutoras. 1889.
- De Petrópolis a Paris. 1889.
- Portugueses às direitas. 1890.

Seine Bühnenwerke wurden 1980 in Rio de Janeiro unter dem Titel Teatro de França Júnior in zwei Bänden veröffentlicht.